# Liste der Universitäten in South Carolina
Liste von Universitäten und Colleges im US-Bundesstaat South Carolina:

## Staatliche Hochschulen
- The Citadel
- Clemson University
- Coastal Carolina University
- College of Charleston
- Francis Marion University
- Lander University
- South Carolina State University
- University of South Carolina System
  - University of South Carolina Aiken
  - University of South Carolina Beaufort
  - University of South Carolina Columbia
  - University of South Carolina Lancaster
  - University of South Carolina Salkehatchie
  - University of South Carolina Sumter
  - University of South Carolina Union
  - University of South Carolina Upstate
- Winthrop University

## Private Hochschulen
- Allen University
- Anderson University
- Benedict College
- Bob Jones University
- Charleston Southern University
- Claflin University
- Coker College
- Columbia College
- Columbia International University
- Converse College
- Erskine College
- Furman University
- Johnson & Wales University Charleston
- Limestone College
- Medical University of South Carolina
- Morris College
- North Greenville University
- Newberry College
- Presbyterian College
- Southern Methodist College
- Southern Wesleyan University
- Voorhees College
- Wofford College